# Castasegna
Castasegna (lmo. Castascegna, hist. Castasengen) – miejscowość w gminie Bregaglia, w Szwajcarii, w kantonie Gryzonia, w regionie Maloja. Leży przy granicy szwajcarsko-włoskiej. Drogowe przejście graniczne na drodze Sankt Moritz (Szwajcaria) - Chiavenna (Włochy), po stronie szwajcarskiej droga główna nr 3, po włoskiej - droga krajowa SS37. Położona na wysokości 696 m n.p.m., po południowej stronie alpejskiej przełęczy Malojapass (1815 m n.p.m.) w dolinie Val Bregaglia, nad rzeką Maira. Nazwę swą miejscowość wywodzi od największych w Europie lasów kasztanów jadalnych rosnących w pobliżu. Do 31 grudnia 2009 samodzielna gmina.
Powierzchnia miejscowości wynosi 6,77 km²; 31 grudnia 2008 mieszkało tu 191 osób.
Niedaleko budynku urzędu celnego znajduje się dom szwajcarskiej poetki Johanny Garbald-Gredig (ps. Silvia Andrea, 20 marca 1840 - 4 marca 1935), otwarty do zwiedzania.

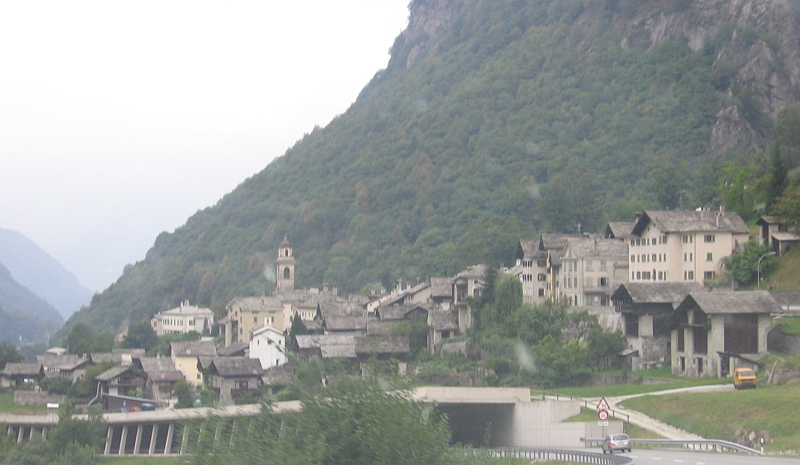
Castasegna - wjazd drogą główną nr 3